# Coenonympha insulana
Coenonympha insulana är en fjärilsart som beskrevs av Mcdunnough 1928. Coenonympha insulana ingår i släktet Coenonympha och familjen praktfjärilar. Inga underarter finns listade i Catalogue of Life.